# Hymenostegia floribunda
Espèce
Synonymes
- Cynometra floribunda Benth.[1]

Hymenostegia floribunda est une espèce de plantes à fleurs de la famille des Fabaceae et du genre Hymenostegia, présente en Afrique tropicale.